# Bobija
Bobija är ett samhälle i Montenegro. Det ligger i den södra delen av landet, 14 km sydväst om huvudstaden Podgorica. Bobija ligger 253 meter över havet och antalet invånare är 115.
Terrängen runt Bobija är kuperad åt nordväst, men åt sydost är den platt. Runt Bobija är det ganska glesbefolkat, med 48 invånare per kvadratkilometer. Närmaste större samhälle är Podgorica, 14,4 km nordost om Bobija. I omgivningarna runt Bobija växer i huvudsak blandskog.